# Charles Roscoe Savage

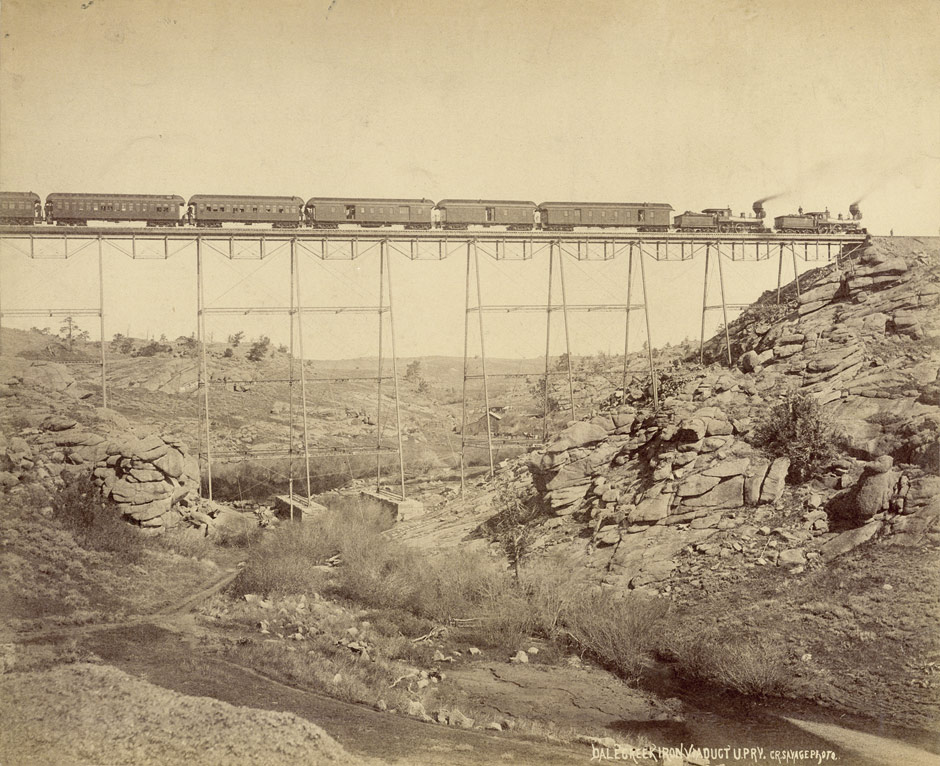
Viadukt Dale Creek Iron, 1869

Charles Roscoe Savage (16. srpna 1832 Southampton, Anglie – 4. února 1909) byl britský fotograf, který fotografoval na americkém západu. Nejvíce je známý svými fotografiemi první transkontinentální železnice z roku 1869.

## Život a dílo
V zimě 1855-56 emigroval do USA, kde zpočátku našel práci jako fotograf v New York City a v následujícím roce zamířil na západ. Nejprve se usadil v Nebrasce, pak v Council Bluffs, Iowa, kde založil své první nezávislé fotografické studio a galerii. Na jaře 1860 odcestoval do Salt Lake City v Utahu se svou rodinou, kde založil ateliér s partnerem Marsenou Cannonem, daguerrotypistou a fotografem z Utahu. O rok později, poté, co se přestěhoval do jižního Utahu, začal spolupracovat s malířem Georgem Ottingerem. Mnoho jeho fotografií bylo reprodukováno v magazínu Harper's Weekly, který zajistil firmě národní pověst. Toto partnerství pokračovalo až do roku 1870.
Jako fotograf na základě smlouvy s Union Pacific Railroad cestoval v roce 1866 do Kalifornie a poté zpět do Utahu. Fotografoval propojení železnic Union Pacific a Central Pacific na mysu Summit, v Promontory, Utah, v roce 1869. Tato série je považována za jeho nejslavnější dílo. Mezi jeho další známé snímky patří snímky kmenů z oblasti Velké pánve, zejména kmenů Paiute a Shoshone. Fotografoval krajinu na západě, včetně Yellowstonského národního parku, Národního parku Zion a vytvořil mnoho obrazů dokumentujících růst měst Utah a proměny okolí. Jeho kolega Alfred Lambourne - umělec původem z Anglie - často maloval výjevy, zatímco Savage fotografoval.
Cestoval také velmi přes západní části Severní Ameriky, fotografoval v oblasti Kanady a Mexika, a v oblastech od Tichého oceánu po Nebrasku na středozápadě. Většina z jeho archivovaných fotografií, pořízených několika různými ranými fotografickými technikami, byly ztraceny v roce 1883 během katastrofálního požáru fotografického studia.

## Galerie

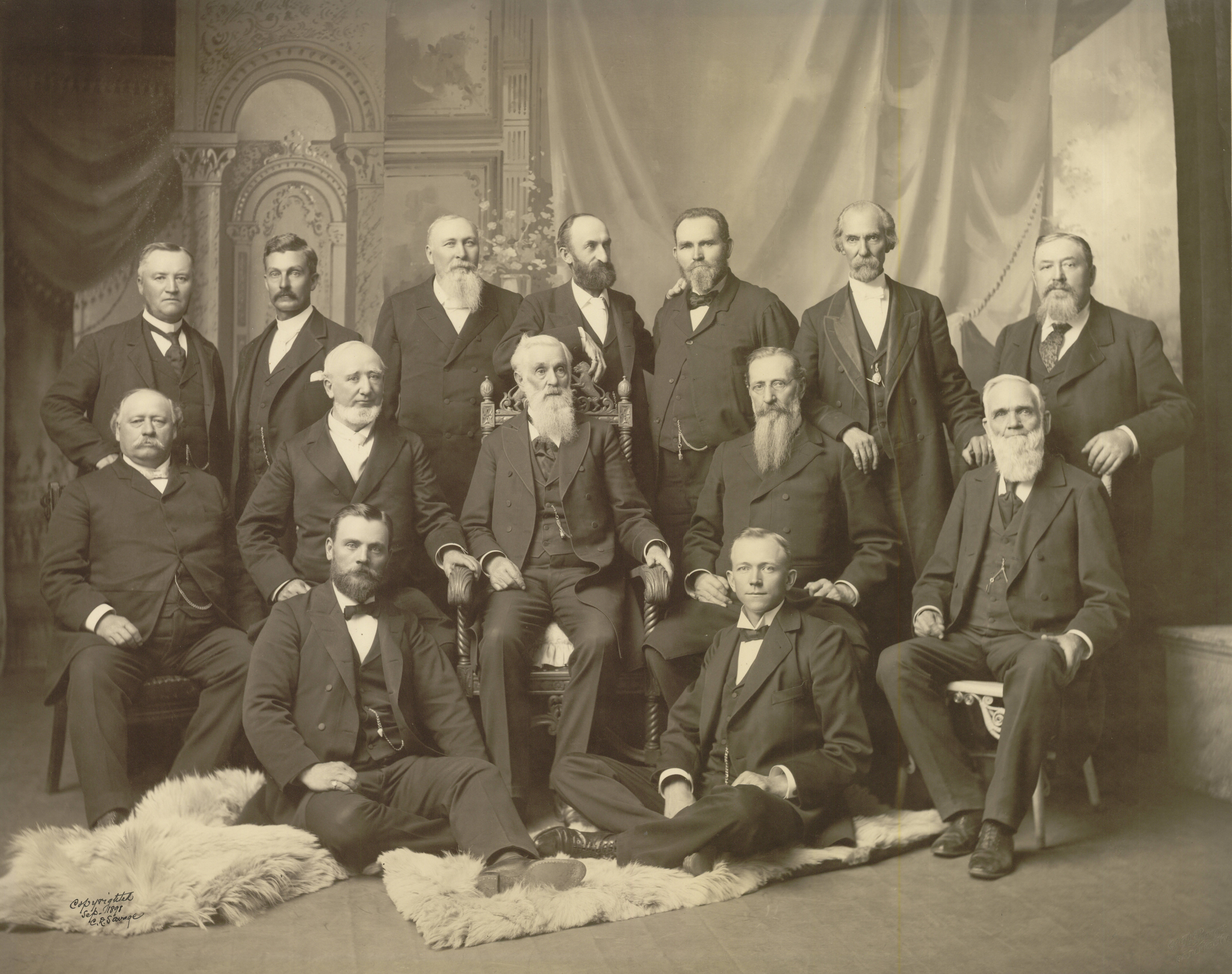
První předsednictvo a dvanáct apoštolů, 1898
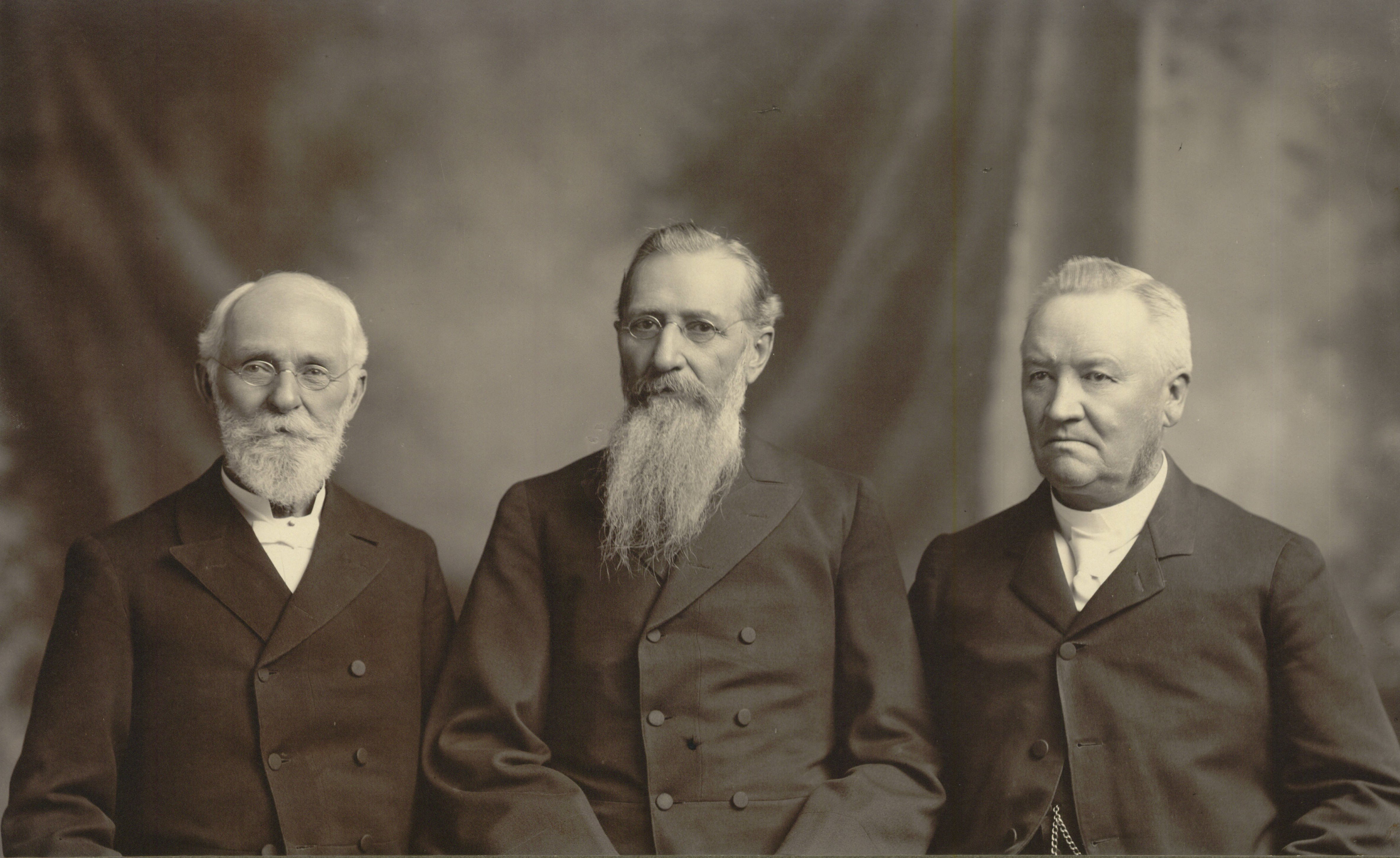
První předsednictvo, 1905
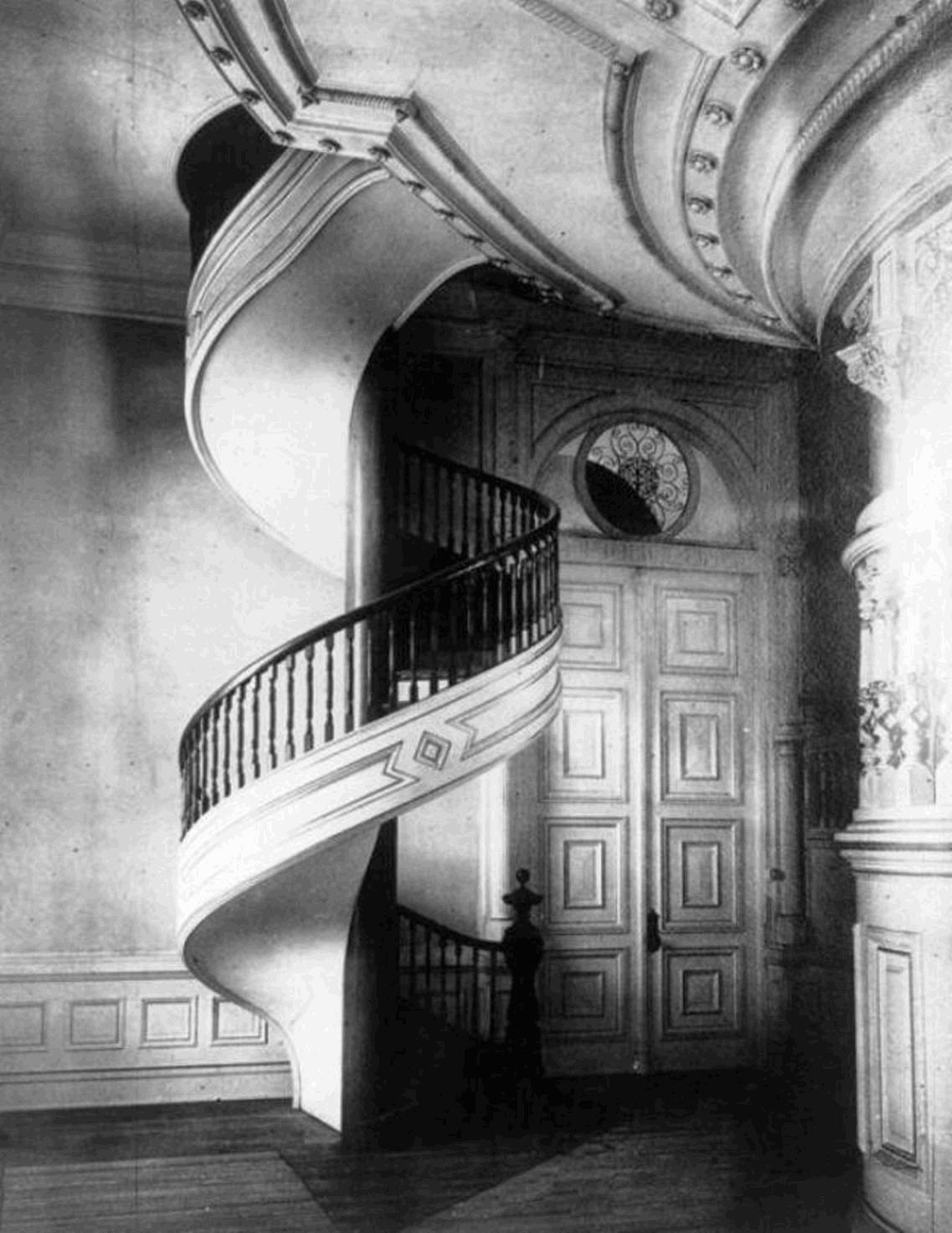
Spirálovité schodiště, Salt Lake Temple, Salt Lake City, Utah.
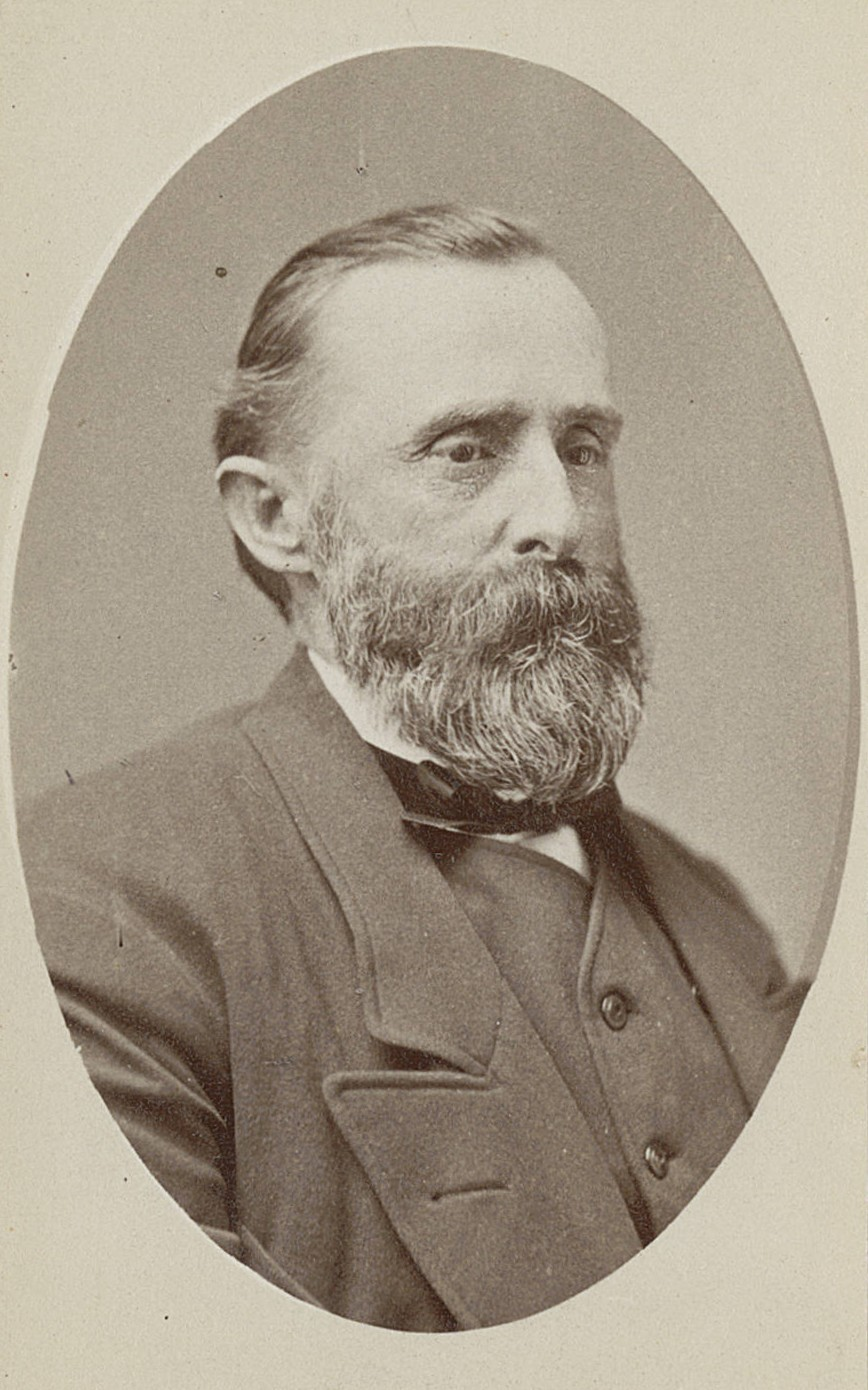
A. Milton Musser
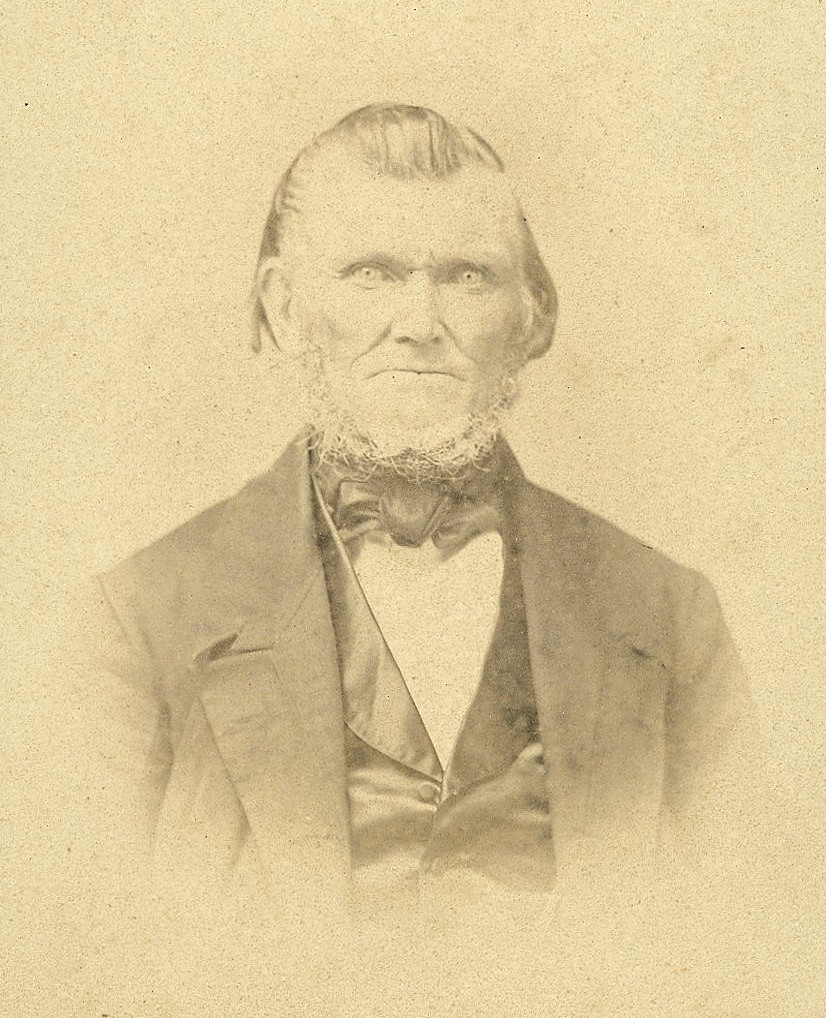
Wilford Woodruff
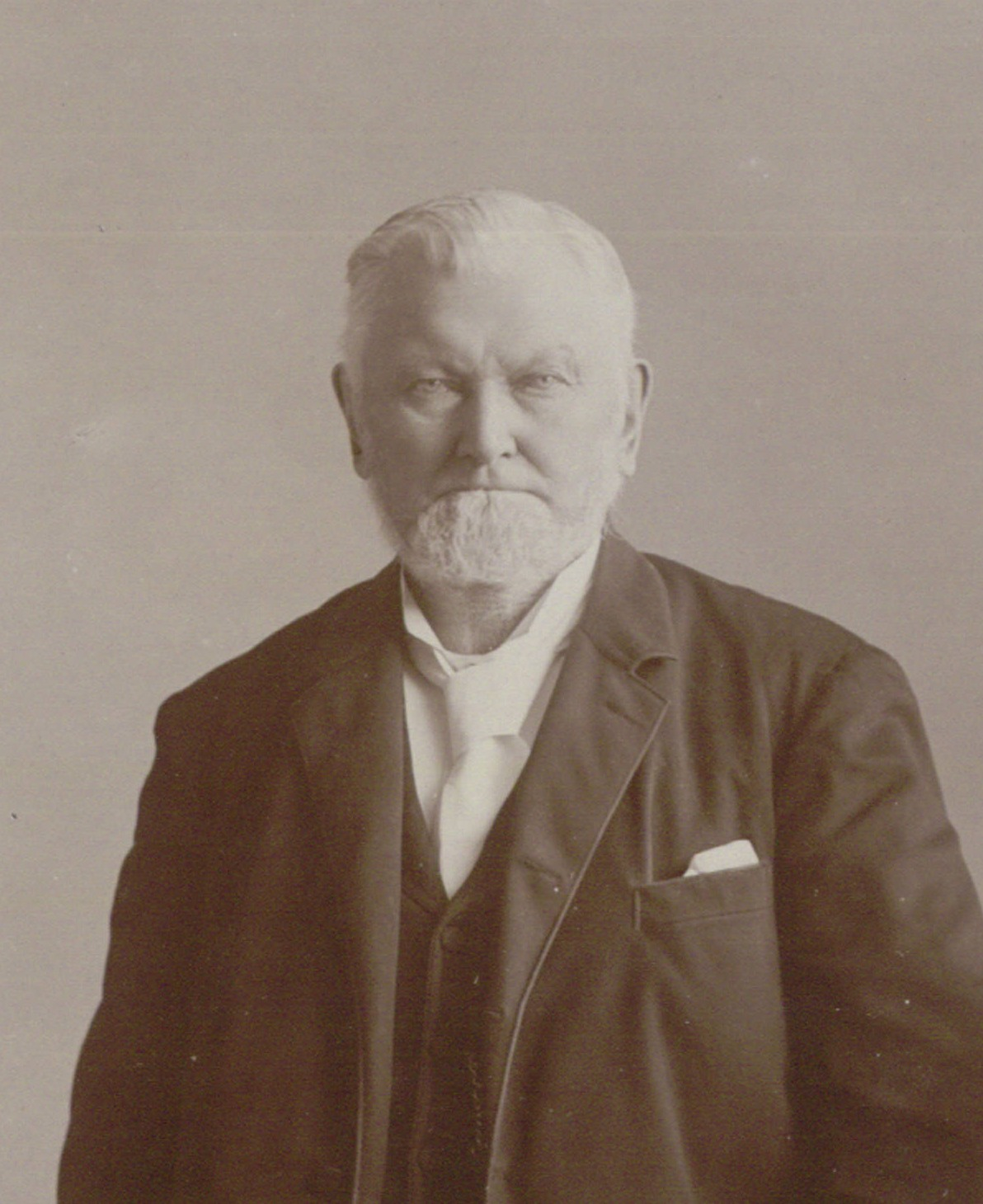
Wilford Woodruff
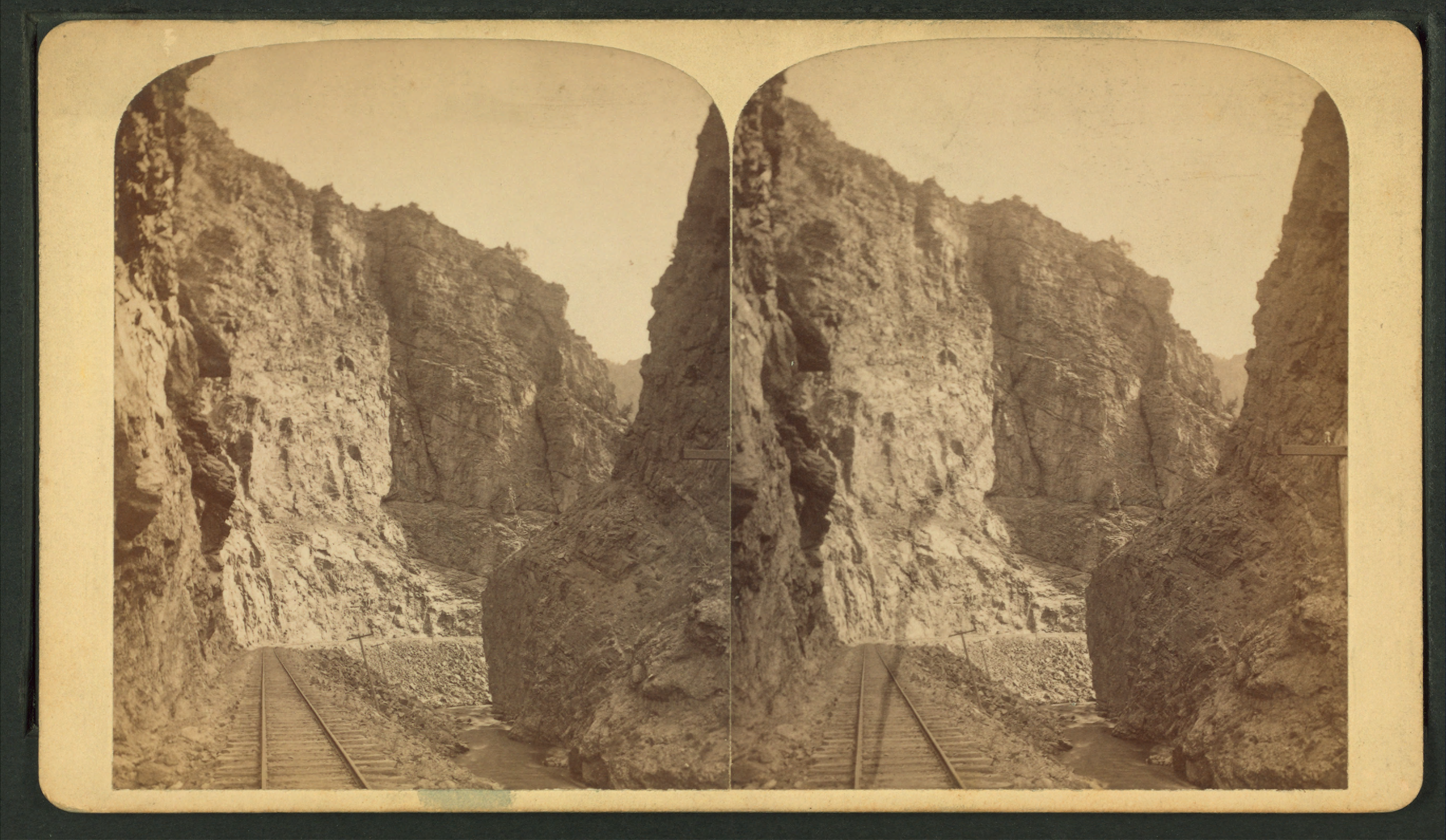
Cimarron Canon